# (1630) Milet
(1630) Milet – planetoida z pasa głównego asteroid okrążająca Słońce w ciągu 5 lat i 101 dni w średniej odległości 3,03 au. Została odkryta 28 lutego 1952 roku w Algiers Observatory w Algierze przez Louisa Boyera. Nazwa planetoidy pochodzi od Bernarda Mileta, francuskiego astronoma w Observatoire de Nice. Przed nadaniem nazwy planetoida nosiła oznaczenie tymczasowe (1630) 1952 DA.